# Cixius prodotes
Cixius prodotes är en insektsart som beskrevs av Kramer 1981. Cixius prodotes ingår i släktet Cixius och familjen kilstritar. Inga underarter finns listade i Catalogue of Life.